# Tomás Verón Lupi
Tomás Verón Lupi (Quilmes, Provincia de Buenos Aires, Argentina; 3 de septiembre de 2000) es un futbolista argentino. Juega de delantero en el Grasshopper de la Super Liga Suiza.

## Trayectoria
Tomás Verón Lupi llegó al Quilmes Atlético Club a los 13 años. 
Su primer pretemporada con el primer equipo de Quilmes ocurrió en 2018, con Marcelo Fuentes como técnico, donde logró su primer contrato hasta 2022. Debutó el 30 de septiembre en la victoria por 1-2 sobre Platense, ingresando a los 23 minutos del segundo tiempo por Eric Ramírez.
En diciembre de 2020 fue cedido a préstamo al Sacachispas Fútbol Club.
En diciembre de 2021 logró el histórico ascenso a la Primera Nacional.
En febrero de 2022 fue cedido a préstamo al club Racing de Montevideo, Uruguay,  donde el 24 de abril del mismo año se corona campeón del Torneo Competencia de Segunda División.
En septiembre de 2024 se confirma su pasaje al histórico Grasshopper Club Zürich de Suiza.

## Selección nacional
En 2018 fue convocado por la Sub-19, donde jugó 2 partidos.[cita requerida]

## Estadísticas

### Clubes
- Actualizado hasta el 17 de agosto de 2025.

| Quilmes Argentina                                                                                        | 2.ª                 | 2018-19             | 6   | 0  | - | - | - | - | 6   | 0  |
| Quilmes Argentina                                                                                        | 2.ª                 | 2019-20             | 0   | 0  | - | - | - | - | 0   | 0  |
| Quilmes Argentina                                                                                        | Total club          | Total club          | 6   | 0  | - | - | - | - | 6   | 0  |
| Sacachispas Argentina                                                                                    | 3.ª                 | 2020                | 4   | 2  | - | - | - | - | 4   | 2  |
| Sacachispas Argentina                                                                                    | 3.ª                 | 2021                | 33  | 7  | - | - | - | - | 33  | 7  |
| Sacachispas Argentina                                                                                    | Total club          | Total club          | 37  | 9  | - | - | - | - | 37  | 9  |
| Racing Club · Uruguay                                                                                    | 2.ª                 | 2022                | 24  | 0  | 1 | 0 | - | - | 25  | 0  |
| Racing Club · Uruguay                                                                                    | 1.ª                 | 2023                | 35  | 7  | 0 | 0 | - | - | 35  | 7  |
| Racing Club · Uruguay                                                                                    | 1.ª                 | 2024                | 23  | 4  | 0 | 0 | 9 | 5 | 32  | 9  |
| Racing Club · Uruguay                                                                                    | Total club          | Total club          | 82  | 11 | 1 | 0 | 9 | 5 | 92  | 16 |
| Grasshopper · Suiza                                                                                      | 1.ª                 | 2024-25             | 27  | 3  | 0 | 0 | - | - | 27  | 3  |
| Grasshopper · Suiza                                                                                      | 1.ª                 | 2025-26             | 3   | 0  | 0 | 0 | - | - | 3   | 0  |
| Grasshopper · Suiza                                                                                      | Total club          | Total club          | 30  | 3  | 0 | 0 | - | - | 30  | 3  |
| Total en su carrera                                                                                      | Total en su carrera | Total en su carrera | 155 | 23 | 1 | 0 | 9 | 5 | 165 | 28 |
| (1) Incluye datos de la Copa AUF Uruguay (2022, 2023). (2) Incluye datos de la Copa Sudamericana (2024). |                     |                     |     |    |   |   |   |   |     |    |

### Selección nacional
| Selección | Año   | Amistosos | Amistosos | Eliminatorias | Eliminatorias | Mundial | Mundial | Copa América | Copa América | Sudamericano Sub-20 | Sudamericano Sub-20 | Mundial Sub-20 | Mundial Sub-20 | Juegos Olímpicos | Juegos Olímpicos | Total | Total | Media goleadora |
| Selección | Año   | PJ        | G         | PJ            | G             | PJ      | G       | PJ           | G            | PJ                  | G                   | PJ             | G              | PJ               | G                | PJ    | G     | Media goleadora |
| --------- | ----- | --------- | --------- | ------------- | ------------- | ------- | ------- | ------------ | ------------ | ------------------- | ------------------- | -------------- | -------------- | ---------------- | ---------------- | ----- | ----- | --------------- |
| Sub-19    | 2018  | 2         | 2         | -             | -             | -       | -       | -            | -            | -                   | -                   | -              | -              | -                | -                | 1     | 0     | 0               |
| Sub-19    | Total | 2         | 2         | -             | -             | -       | -       | -            | -            | -                   | -                   | -              | -              | -                | -                | 1     | 0     | 0               |

## Palmarés

### Torneos nacionales
| Título           | Club   | País    | Año  |
| ---------------- | ------ | ------- | ---- |
| Segunda División | Racing | Uruguay | 2022 |